# 나이세리아
나이세리아(Neisseria)는 여러 동물의 점막 표면에 집락을 이루는 세균의 거대한 한 속이다. 사람에 집락을 이루는 종은 11종이며, 그중 특히 병원성을 가지는 세균은 임균(N. gonorrhoeae)과 수막구균(N. meningitidis) 단 2종이다. 둘은 각각 임질과 뇌수막염의 원인균으로 잘 알려져 있다.
나이세리아는 그람 음성균이며, 현미경으로 관찰했을 때 두 구균이 쌍을 이루고 있는 쌍구균 형태로 보인다.
독일의 생물학자 앨버트 나이서(Albert Neisser)가 임균의 첫 표본을 1879년 발견하였으며, 그 공로를 기리는 의미로 이름을 따와 '나이세리아'라는 이름이 명명되었다.